# Expedition (Militär)
Im Militärwesen wird als Expedition eine militärische Operation eines speziell ausgerüsteten Großverbandes in einem entlegenen Gebiet bezeichnet, deren Zweck die Gewinnung eines strategischen Vorteils unter weitgehender Vermeidung von Gefechten ist. Solche Vorteile können u. a. die Sicherung von Rohstoffen oder künftiger Nachschublinien sein, die vorbeugende Besetzung eines strategisch wichtigen Gebiets, die Schwächung der Verteidigungslinien einer feindlichen Macht oder die Behinderung gegnerischer Offensiven.
Kennzeichnend für militärische Expeditionen sind die Überwindung großer Entfernungen und die Bewegung in meist unbekanntem Gebiet, weshalb der Gelände- und Lageerkundung und weitgehender Autarkie des Verbandes oder der eingesetzten Teilstreitkräfte große Bedeutung zukommt.
Nach dem Ersten Weltkrieg haben militärische Expeditionen auch zur Erforschung und Kartografierung stark an Bedeutung verloren. Durch technische Entwicklungen in der Waffentechnik mit größerer Reichweite von Waffen und verbesserter militärischer Aufklärung durch Satellitentechnik traten sie in den Hintergrund.

## Historisch bedeutende Militärexpeditionen
- Sizilienexpedition 415 bis 413 v. Chr.
- Nördliche Expeditionen 228–234 Südchinas gegen das Nordreich
- Kreuzfahrer-Expedition nach Gaza 1239
- Schlacht am Monongahela auch Braddock-Expedition 1755
- Sullivan-Expedition 1779
- Ägyptische Expedition Napoleons 1798–1801 gegen die britische Vormacht im Mittelmeer
- Walcheren-Expedition 1809
- Expeditionen zur Befreiung Oberperus 1810–1816
- Expedition zur Befreiung Perus 1820–1822
- Morea-Expedition 1828
- Red-River-Expedition Kanadas 1870 nach Manitoba
- Japanische Strafexpedition nach Taiwan 1874
- Gordon Relief Expedition 1884–1885
- Hunza-Nagar-Expedition 1891
- Dongola-Expedition auch Schlacht von Firket 1896
- China-Expedition 1900–1901
- Britische Tibetexpedition 1903/04 zur Einbindung Tibets ins Empire
- Nandi-Expedition 1905
- Niedermayer-Hentig-Expedition 1914–1915
- Suezkanal-Expedition des osmanisch-deutschen Asien-Korps 1916
- Mexikanische Expedition 1916–1917
- Deutsche Kaukasusexpedition 1917–1918, Transkaukasus und Georgien
- Polar Bear Expedition 1918–1919
- Finnische Russland-Expeditionen 1918–1920
- Wetterstationen der Wehrmacht in der Arktis 1941–1945